# Roger de Hoveden
Roger de Hoveden o Howden (? - 1201), era un cronista inglés del siglo XII. Su nombre es citado con variantes como Rogerio [de] Hoveden por autores españoles del siglo XVII-XVIII como Domingo de La Ripa en su obra Defensa histórica: por la antigüedad del Reyno de Sobrarbe, el Padre Moret en sus Anales del Reino de Navarra o el agustino Manuel Risco en el tomo XXXII de la España sagrada titulado La Vasconia.

## Biografía
De su nombre y de la evidencia contenida en su obra, se deduce que era nativo de Howden en Yorkshire del Este. No se conoce nada de su vida antes del año 1174, entonces fue asistente de Enrique II de Inglaterra, quien lo envió a Francia en una misión secreta a los señores de Galloway. En 1175, apareció nuevamente como negociador entre al rey y varias casas religiosas inglesas. El interés de Hoveden en los asuntos eclesiásticos y en los milagros justificaría la suposición de que fue sacerdote. Esto, no obstante, no impidió que actuara como justiciero en 1189, de los bosques del condado de Yorkshire, Cumberland y Northumberland. 
Durante este tiempo, se cree que trabajó en su Gesta Henrici II et Gesta Regis Ricardi. Esta crónica había sido atribuida a Benedicto de Petroburgo o Benedicto Abbas, quien tenía una copia manuscrita en su biblioteca. La Gesta Regis Henrici II & Gesta Regis Ricardi es la obra de un hombre bien informado, conectado con la corte y partidario de Enrique II. Se restringe a la historia externa de los eventos y su tono es estrictamente impersonal. Incorpora algunos documentos oficiales y en muchas partes obviamente toma su información de otras fuentes a las cuales no cita. Existe una pausa en su obra en el año 1177, cuando cesan los manuscritos antiguos. La obra comienza en la Navidad de 1169 y concluye en 1192, por lo que cubre partes del reino de Enrique II de Inglaterra y de Ricardo I de Inglaterra por fragmentos. 
Hoveden fue a la Tercera Cruzada con Ricardo I de Inglaterra, uniéndosele en Marsella en agosto de 1190. Fue a Europa en agosto de 1191, en el séquito de Felipe II de Francia. A su regreso, cerca del año 1192 comenzó a compilar su Chronica, una historia general de Inglaterra desde el año 732 hasta su época. 
Hasta el año 1192, su narrativa agrega poco al conocimiento. En el período entre 732-1148 el principalmente trabajó sobre la base de una crónica existente, pero no publicada, la Historia Saxonum sive Anglorum post obitum Bedae (Museo Británico manuscrito Reg. 13 A. 6), que fue creada cerca del 1150. Entre 1148 y 1170 usó la Melrose Chronicle (editada para el Bannatyne Club en 1835 por Joseph Stevenson) y una colección de cartas acerca de la controversia de Tomás Becket. De 1170 a 1192 trabajó sobre su inicial Gesta Regis Henrici II y Gesta Regis Ricardi, revisando el texto e insertando documentos adicionales. Desde 1192, la Chronica es una autoridad abundante e independiente.
Fue rigurosamente impersonal y no tiene pretensiones de estilo literario, cita documentos completos y se ajusta al método analítico. Su cronología es tolerablemente exacta, pero presenta suficientes errores para constatar que registró los eventos cierto tiempo después.
En asuntos extranjeros y cuestiones de política doméstica está inusualmente bien informado. Su experiencia práctica como administrador y sus conexiones oficiales lo mantenían en buena posición. Es particularmente útil en cuestiones de historia constitucional.
Su obra cesa abruptamente en 1201, aunque ciertamente él pretendía continuarla. Probablemente su muerte habría tenido lugar ese año.

## Obra
- Gesta Regis Henrici Secundi et Gesta Regis Ricardi Benedicti abbatis (ed. William Stubbs) (2 vols., Rolls series, 1867), consultable en Gallica.
- Chronica (ed. William Stubbs) (4 vols., Rolls series, 1868-71), consultable en Gallica.